# Астафьева, Тамара Аркадьевна
Тамара Аркадьевна Астафьева (род. 1937, Зырянка, Якутия) — советский, российский врач-педиатр. Народный врач СССР (1985).

## Биография
Тамара Астафьева родилась 14 марта 1937 года в Зырянке (Якутия).
Менее чем через год переехала вместе с семьёй в Новосибирск. В возрасте 12 лет семья вновь переехала в Киселёвск Кемеровской области. 
После окончания школы поступила в Томский государственный медицинский институт. 
В 1963 году окончила институт и была направлена в городскую центральную больницу города Асино Томской области, где стала заведующей детским отделением на 25 коек и врачом неонатологом в роддоме. С 1965 года — районный педиатр. 
Была председателем профкома больницы. 
В 1972 году вступила в КПСС.
Проработала в детской поликлинике до 2006 года, но была вынуждена оставить врачебную практику из-за перенесённого инсульта. Затем ещё пять лет работала врачом на Асиновском автотранспортном предприятии, после чего вышла на пенсию. 
Проживает в Асино.

### Семья
С будущим мужем Анатолием познакомилась в 1964 году на танцплощадке. У них родилось двое детей: Светлана — медсестра в местной детской поликлинике и Аркадий — преподаватель Томской военно-медицинской академии.

## Награды и звания
- Народный врач СССР (1985)[1]
- Орден «Знак Почёта» (1972)[3]
- Благодарности Минздрава РФ (1976, 1980, 1984)
- Почётные грамоты ОК Профсоюза (1984, 1986)
- Почётная грамота и Благодарственное письмо ЦК Профсоюза (1989, 1996)
- Занесена в Книгу Почёта работников здравоохранения Томской области (1997)